# モリソン郡 (ミネソタ州)
モリソン郡 (Morrison County) は、アメリカ合衆国ミネソタ州に位置する郡である。2000年現在、人口は31,712人である。ここの郡庁所在地はリトルフォールズである。

## 地理
アメリカ合衆国統計局によると、この郡は総面積2,987 km2 (1,153 mi2) である。このうち2,912 km2 (1,124 mi2) が陸地で75 km2 (29 mi2) が水地域である。総面積の2.50%が水地域となっている。

### 隣接する郡
- カス郡  (北)
- クロウウィング郡  (北東)
- ミルラクス郡  (東)
- ベントン郡  (南)
- スターンズ郡  (南西)
- トッド郡  (西)

## 人口動勢
2000年現在の国勢調査で、この郡は人口31,712人、11,816世帯、及び8,460家族が暮らしている。人口密度は11/km2 (28/mi2) である。5/km2 (12/mi2) の平均的な密度に13,870軒の住宅が建っている。この郡の人種的な構成は白人98.48%、アフリカン・アメリカン0.21%、先住民0.32%、アジア0.25%、太平洋諸島系0.03%、その他の人種0.15%、及び混血0.55%である。ここの人口の0.64%はヒスパニックまたはラテン系である。
この郡内の住民は28.00%が18歳未満の未成年、18歳以上24歳以下が8.00%、25歳以上44歳以下が26.70%、45歳以上64歳以下が21.70%、及び65歳以上が15.60%にわたっている。中央値年齢は37歳である。女性100人ごとに対して男性は101.20人である。18歳以上の女性100人ごとに対して男性は99.50人である。
この郡内の世帯ごとの平均的な収入は37,047米ドルであり、家族ごとの平均的な収入は44,175米ドルである。男性は31,037米ドルに対して女性は22,244米ドルの平均的な収入がある。この郡の一人当たりの収入 (per capita income) は16,566米ドルである。人口の11.10%及び家族の7.50%は貧困線以下である。全人口のうち18歳未満の11.40%及び65歳以上の18.50%は貧困線以下の生活を送っている。

## 都市及び町

### 都市
- Bowlus
- バックマン
- Elmdale
- Flensburg
- Genola
- ハーディング
- ヒルマン
- Lastrup
- リトルフォールズ
- Motley †
- Pierz
- ロイヤルトン †
- Randall
- Sobieski
- スワンビル
- Upsala

### 郡区
- Agram Township
- Belle Prairie Township
- Bellevue Township
- バックマン郡区
- Buh Township
- Culdrum Township
- Cushing Township
- Darling Township
- Elmdale Township
- Granite Township
- Green Prairie Township
- Hillman Township
- Lakin Township
- Leigh Township
- リトルフォールズ郡区
- Morrill Township
- Motley Township
- Mount Morris Township
- Parker Township
- Pierz Township
- Pike Creek Township
- Platte Township
- Pulaski Township
- Rail Prairie Township
- リチャードソン郡区
- Ripley Township
- Rosing Township
- Scandia Valley Township
- スワンリバー郡区
- スワンビル郡区
- Two Rivers Township

† これらの都市のほんの一部分は他の郡に広がっている。